# 扁平上皮癌

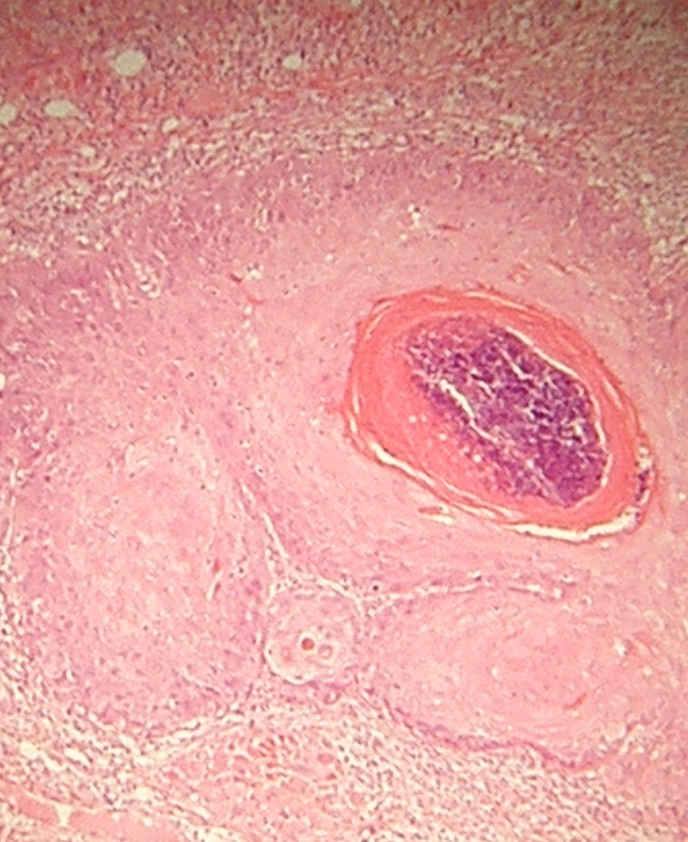
扁平上皮癌の組織像

扁平上皮癌（へんぺいじょうひがん、英語: squamous cell carcinoma）は、上皮性の悪性腫瘍のひとつである。皮膚に生じたものは有棘細胞癌と呼ばれる。
扁平上皮癌の発生は、重層扁平上皮あるいは扁平上皮化生した上皮の基底細胞から始まる。この基底細胞が悪性化し、異型性、多形成を増し、上皮下結合組織中で増殖する。
増殖は、胞巣構造を呈し、胞巣中心部は角質の形成を認める。これを癌真珠という。また、口腔・舌・咽頭・食道・声帯・気管・気管支・喉頭・肛門・女性の外陰部・膣・子宮頚部・子宮膣部などの重層扁平上皮に覆われた粘膜、および皮膚に、不規則なびらんあるいは潰瘍を種々の程度で認め、潰瘍周囲組織には硬結を認める。
組織学的には、癌細胞の角質形成程度により、角質形成が多い場合を高分化型扁平上皮癌、角質形成がない場合を低分化型扁平上皮癌という。高分化型扁平上皮癌は、細胞は角化性重層扁平上皮の性状をよく示し、実質胞巣の中央部に同じ円層状の癌真珠の形成が明らかである。低分化型扁平上皮癌は、異型性の強い紡錘形および多角形の細胞の増殖からなり棘細胞や角化細胞の性状を示すものは乏しい。